# США на летних Олимпийских играх 2008

## Состав олимпийской команды США
Соединённые Штаты Америки на Олимпиаде в Пекине представляли 596 спортсменов — 310 мужчин и 286 женщин. Они приняли участие в 27 из 28 видов спорта — только в гандболе на игры не отобрались ни мужская, ни женская команда. Среди американских спортсменов были такие звёзды мирового спорта, как спринтеры Тайсон Гэй и Эллисон Феликс, гимнастка Настя Люкин, пловцы Майкл Фелпс и Дара Торрес.
Трое из них участвуют в своей пятой олимпиаде: Дара Торрес, лучник Бутч Джонсон и велогонщик Джордж Хинкепи. При этом Дара Торрес участвовала в Олимпийских играх в Лос-Анджелесе в 1984 году, когда многие её партнёры по сборной ещё даже не родились. Шейла Таормина, которая участвует в современном пятиборье, стала первой в истории женщиной, которой удалось пройти отбор на Олимпийские игры в трёх разных видах спорта (ранее она участвовала в плавании и триатлоне).
Самым возрастным является 58-летний яхтсмен Джон Дэйн, а самой молодой — 15-летняя Мэри-Бет Данничей, чья партнёрша по синхронным прыжкам в воду с 10-метровой вышки Хейли Ишимацу лишь на несколько месяцев старше неё.
Майкл Фелпс, завоевав 8 золотых медалей в дополнение к 6 золотым медалям, выигранных на Олимпиаде 2004 года в Афинах, стал обладателем самого большого количества золотых олимпийских медалей в истории современного спорта. Кроме того, он обошёл Марка Спитца по количеству золотых медалей, полученных на одной Олимпиаде. Однако по общему количеству наград (16) Фелпс пока отстаёт от прославленной советской гимнастки Ларисы Латыниной, у которой 18 олимпийских медалей.

## Медали

### Золото
| Золото | |                                                          |
| №      | Спортсмены | Вид спорта (дисциплина)                                  |
| 1      | Эрин Кафаро Линдсей Шуп Анна Гудейл Элеанор Логан Анна Камминс Сьюзан Франсия Кэролайн Линд Кэрин Дэвис Мэри Уиппл | Академическая гребля (женщины, восьмёрка)                |
| 2      | Кристин Армстронг | Велошоссе (женщины, гонка на время с раздельным стартом) |
| 3      | Бизи Мэдден Уилл Симпсон Лора Краут Маклэйн Уорд | Конный спорт (конкур, командное первенство)              |
| 4      | Лашон Мерритт | Лёгкая атлетика (мужчины, 400 м)                         |
| 5      | Анжело Тейлор | Лёгкая атлетика (мужчины, 400 м с/б)                     |
| 6      | Стефани Браун Трафтон | Лёгкая атлетика (женщины, метание диска)                 |
| 7      | Доун Харпер | Лёгкая атлетика (женщины, 100 м с/б)                     |
| 8      | Анна Танниклифф | Парусный спорт (женщины, лазер радиал)                   |
| 9      | Майкл Фелпс | Плавание (мужчины, комплексное плавание, 200 м)          |
| 10     | Майкл Фелпс | Плавание (мужчины, комплексное плавание, 400 м)          |
| 11     | Майкл Фелпс | Плавание (мужчины, вольный стиль, 200 м)                 |
| 12     | Майкл Фелпс | Плавание (мужчины, баттерфляй, 100 м)                    |
| 13     | Майкл Фелпс | Плавание (мужчины, баттерфляй, 200 м)                    |
| 14     | Аарон Пирсол | Плавание (мужчины, на спине, 100 м)                      |
| 15     | Райан Лохте | Плавание (мужчины, на спине, 200 м)                      |
| 16     | Майкл Фелпс Гарретт Вебер-Гейл Каллен Джонс Джейсон Лезак Натан Эйдриан (предварительные заплывы) Бенджамин Уайлдмэн-Тобринер (предварительные заплывы) Мэтт Гриверс (предварительные заплывы)                                        | Плавание (мужчины, вольный стиль, эстафета 4х100 м)      |
| 17     | Майкл Фелпс Райан Лохте Рикки Беренс Питер Вандеркай Клит Келлер (предварительные заплывы) Эрик Вендт (предварительные заплывы) Дэвид Уолтерс (предварительные заплывы)                                                               | Плавание (мужчины, вольный стиль, эстафета 4х200 м)      |
| 18     | Аарон Пирсол Брендан Хансен Майкл Фелпс Джейсон Лезак Мэтт Гриверс (предварительные заплывы) Марк Ганглофф (предварительные заплывы) Иан Крокер (предварительные заплывы) Гаррет Вебер-Гейл (предварительные заплывы)                 | Плавание (мужчины, эстафета 4х100 м комбинированная)     |
| 19     | Натали Кафлин | Плавание (женщины, на спине, 100 м)                      |
| 20     | Ребекка Сони | Плавание (женщины, брасс, 200 м)                         |
| 21     | Кэрри Уолш Мисти Мэй-Тренор | Пляжный волейбол (женщины)                               |
| 22     | Анастасия Люкин | Спортивная гимнастика (женщины, личное первенство)       |
| 23     | Шон Джонсон | Спортивная гимнастика (женщины, бревно)                  |
| 24     | Уолтон Эллер | Стрельба (мужчины, дубль-трап)                           |
| 25     | Винсент Хэнкок | Стрельба (мужчины, круглый стенд)                        |
| 26     | Винус Уильямс Серена Уильямс | Теннис (женщины, парный разряд)                          |
| 27     | Мариэль Загунис | Фехтование (сабля, женщины, личное первенство)           |
| 28     | Генри Сехудо | Вольная борьба (мужчины, до 55 кг)                       |
| 29     | Кэппи Пондекстер Сеймон Огастус Сью Бёрд Кара Лоусан Делиша Милтон-Джонс Лиза Лесли Тамика Кэтчингс Тина Томпсон Дайана Таурази Сильвия Фаулз Кэти Смит Кэндес Паркер                                                                 | Баскетбол (женщины)                                      |
| 30     | Карлос Бузер Джейсон Кидд Леброн Джеймс Дерон Уильямс Майкл Редд Дуэйн Уэйд Коби Брайант Дуайт Ховард Крис Бош Крис Пол Тэйшон Принс Кармело Энтони                                                                                   | Баскетбол (мужчины)                                      |
| 31     | Ллой Болл Габриэль Гарднер Дэвид Ли Ричард Лэмбурн Райан Миллар Уильям Придди Шон Руни Райли Сэлмон Клейтон Стэнли Скотт Тузински Кевин Хансен Томас Хофф                                                                             | Волейбол (мужчины)                                       |
| 32     | Тодд Роджерс Филлип Дэлхоссер | Пляжный волейбол (мужчины)                               |
| 33     | Брайан Клэй | Лёгкая атлетика (мужчины, десятиборье)                   |
| 34     | Лашон Мерритт Энджело Тейлор Дэвид Невилл Джереми Уоринер | Лёгкая атлетика (мужчины, эстафета 4х400 м)              |
| 35     | Мэри Уайнберг Эллисон Феликс Моника Хендерсон Саня Ричардс | Лёгкая атлетика (женщины, эстафета 4х400 м)              |
| 36     | Шэннон Бокс Николь Бэрнхарт Рейчел Бюлер Наташа Кай Стефани Кокс Кэрли Ллойд Кейт Маркграф Хизер Миттс Эми Родригес Хизер О'Рэйлли Кристи Рэмпон Хоуп Соло Линдсей Тэрпли Эли Уогнер Анджела Хаклс Тобин Хиз Лоурен Чени Лори Чэлапни | Футбол (женщины)                                         |

### Серебро
| Серебро | |                                                       |
| №       | Спортсмен (-ы) | Вид спорта (дисциплина)                               |
| 1       | Сада Джекобсон | Фехтование, сабля, женщины — личное первенство        |
| 2       | Натали Кафлин Лейси Нимейер Кара Линн Джойс Дара Торрес Эмили Сильвер (предварительные заплывы) Джулия Смит (предварительные заплывы)                                                                                        | Плавание, женщины, вольный стиль, эстафета 4х100 м    |
| 3       | Кристин Магнусон | Плавание, женщины, баттерфляй, 100 м                  |
| 4       | Кэти Хофф | Плавание, женщины, вольный стиль, 400 м               |
| 5       | Мэтт Греверс | Плавание, мужчины, на спине, 100 м                    |
| 6       | Ребекка Сони | Плавание, женщины, брасс, 100 м                       |
| 7       | Джина Майлз | Конный спорт (индивидуальное троеборье)               |
| 8       | Шон Джонсон Анастасия Люкин Челлси Меммель Саманта Пешек Алисия Сакрамоне Бриджет Слоан | Спортивная гимнастика (женщины, командное первенство) |
| 9       | Линдсей Берг Хизер Боун Ким Уиллоубай Кимберли Гласс Дженнифер Джойнс Николь Дэвис Огонна Ннамани Стейси Сикора Даниэла Скотт-Арруда Логан Том Тайиба Ханиф Робин Ах Моу-Сантос                                              | Волейбол (женщины)                                    |
| 10      | Дара Торрес | Плавание, женщины, 50 м вольным стилем                |
| 11      | Маргарет Хольцер | Плавание, женщины, 200 м на спине                     |
| 12      | Натали Кафлин Ребекка Сони Кристин Магнусон Дара Торрес Маргарет Хольцер (предварительные заплывы) Меган Джендрик (предварительные заплывы) Элейн Бриден (предварительные заплывы) Кара Линн Джойс (предварительные заплывы) | Плавание, женщины, Эстафета 4х100 м, комбинированная, |
| 13      | Мишель Геретт | Академическая гребля (женщины, одиночка)              |
| 14      | Майк Дей | Велоспорт - BMX (мужчины)                             |
| 15      | Меррилл Мосес Брэндон Брукс Райан Бэйли Джеймс Крампхольц Тони Азеведо Адам Райт Питер Вэрласс Джесс Смит Джеффри Пауэрс Лайн Бобьен Питер Хаднат Рик Мерло Тим Хаттен                                                       | Водное поло(мужчины)                                  |
| 16      | Элизабет Армстронг Патти Карденас Кэми Крейг Натали Гольда Элисон Грегорка Бриттани Хейз Джейми Хипп Хизер Петри Джессика Стеффенс Морайя Ван Норман Бренда Вилла Лорен Уэнгер Элси Уайндс                                   | Водное поло (женщины)                                 |
| 17      | Шон Джонсон | Спортивная гимнастика (женщины, личное первенство)    |
| 18      | Шон Джонсон | Спортивная гимнастика (женщины, вольные упражнения)   |
| 19      | Анастасия Люкин | Спортивная гимнастика (женщины, разновысокие брусья)  |
| 20      | Анастасия Люкин | Спортивная гимнастика (женщины, бревно)               |
| 21      | Джонатан Хортон | Спортивная гимнастика (мужчины, перекладина)          |
| 22      | Джина Майлс | Конный спорт (индивидуальное троеборье)               |
| 23      | Шон Кроуфорд | Лёгкая атлетика (мужчины, 200 м)                      |
| 24      | Джереми Уоринер | Лёгкая атлетика (мужчины, 400 м)                      |
| 25      | Дейвид Пейн | Лёгкая атлетика (мужчины, 110 м с барьерами)          |
| 26      | Керрон Клемент | Лёгкая атлетика (мужчины, 400 м с барьерами)          |
| 27      | Кристиан Кэнтуэлл | Лёгкая атлетика (мужчины, толкание ядра)              |
| 28      | Эллисон Феликс | Лёгкая атлетика (женщины, 200 м)                      |
| 29      | Шина Тоста | Лёгкая атлетика (женщины, 400 м с барьерами)          |
| 30      | Дженнифер Стучински | Лёгкая атлетика (женщины, прыжки с шестом)            |
| 31      | Хайлис Фаунтейн | Лёгкая атлетика (женщины, семиборье)                  |
| 32      | Зак Рэйли | Парусный спорт (финн)                                 |
| 33      | | Софтбол                                               |
| 34      | Мэттью Эммонс | Стрельба (мужчины, винтовка лёжа, 50 м)               |
| 35      | Кимберли Роуд | Стрельба скит (женщины)                               |
| 36      | Марк Лопес | Тхэквондо (мужчины, до 68 кг)                         |
| 37      | Тимоти Морхаус Джейсон Роджерс Кит Смарт Джеймс Уильямс | Фехтование (мужчины, командная сабля)                 |
| 38      | Эмили Кросс Ханна Томпсон Эринн Смарт | Фехтование (женщины, командная рапира)                |

### Бронза
| Бронза | |                                                       |
| #      | Спортсмен (-ы) | Вид спорта (дисциплина)                               |
| 1      | Ребекка Уорд | Фехтование, сабля, женщины — личное первенство        |
| 2      | Райан Лохте | Плавание, мужчины, комбинированный стиль, 400 м       |
| 3      | Ларсен Дженсен | Плавание, мужчины, вольный стиль, 400 м               |
| 4      | Кэти Хофф | Плавание, женщины, комбинированный стиль, 400 м       |
| 5      | Кори Когделл | Стендовая стрельба, трап, женщины                     |
| 6      | Питер Вандеркай | Плавание, мужчины, вольный стиль, 200 м               |
| 7      | Джейсон Тёрнер | Стрельба, мужчины, пневматический пистолет 10 м       |
| 8      | Бо Хупмен Мэтт Шнобрич Майка Бойд Уайетт Аллен Дэниел Уолш Стивен Коппола Джош Инман Брайан Вольпенхайн Маркус Макэлхенни | Академическая гребля (восьмерки, мужчины)             |
| 9      | Бретт Андерсон Блэйн Нил Мэтт Браун Нэт Ширхольц Джереми Каммингс Майкл Коплав Терри Тиффи Кевин Джепсен Брайан Дюнсинг Декстер Фоулер Брэндон Найт Майк Хессман Кейси Уитерс Джейсон Дональд Джейсон Никс Тейлор Тигарден Стефен Страсбург Джейн Арриэта Лу Марсон Мэтт Лапорта Тревор Кэхилл Брайан Барден Джон Гэлл Джефф Стивенс | Бейсбол (мужчины)                                     |
| 10     | Райан Лохте | Плавание, мужчины, комбинированный стиль, 200 м       |
| 11     | Натали Кафлин Ребекка Сони Кристин Магнусон Дара Торрес Маргарет Хольцер (предварительные заплывы) Меган Джендрик (предварительные заплывы) Элейн Бриден (предварительные заплывы) Кара Линн Джойс (предварительные заплывы) | Плавание, женщины, комбинированная эстафета 4x100 м   |
| 12     | Боб Брайан Майк Брайан | Теннис (Мужчины, парный разряд)                       |
| 13     | Деонтей Уайлдер | Бокс (до 91 кг)                                       |
| 14     | Адам Уилер | Греко-римская борьба (мужчины, до 96 кг)              |
| 15     | Рэнди Миллер | Вольная борьба (женщины, до 55кг)                     |
| 16     | Донни Робинсон | Велоспорт - BMX (мужчины)                             |
| 17     | Джилл Кинтнер | Велоспорт - BMX (женщины)                             |
| 18     | Александр Артемев Радж Бхавсар Джо Хэгерти Джонатан Хортон Джастин Спринг Кевин Тан | Спортивная гимнастика (мужчины, командное первенство) |
| 19     | Анастасия Люкин | Спортивная гимнастика (женщины, вольные упражнения)   |
| 20     | Ронда Раузи | Дзюдо (женщины, до 70 кг)                             |
| 21     | Бизи Мэдден | Конный спорт (индивидуальный конкур)                  |
| 22     | Уолтер Дикс | Лёгкая атлетика (мужчины, 100 м)                      |
| 23     | Уолтер Дикс | Лёгкая атлетика (мужчины, 200 м)                      |
| 24     | Дейвид Невилл | Лёгкая атлетика (мужчины, 400 м)                      |
| 25     | Дейвид Оливер | Лёгкая атлетика (мужчины, 110 м с барьерами)          |
| 26     | Бершон Джексон | Лёгкая атлетика (мужчины, 400 м с барьерами)          |
| 27     | Саня Ричардс | Лёгкая атлетика (женщины, 400 м)                      |
| 28     | Шалейн Флэнаган | Лёгкая атлетика (женщины, 10000 м)                    |
| 29     | Дайана Лопес | Тхэквондо (женщины, до 57 кг)                         |
| 30     | Стивен Лопес | Тхэквондо (мужчины, до 80 кг)                         |
| 31     | Сада Джекобсон Бекка Уорд Мариэль Загунис | Фехтование (женщины, командная сабля)                 |
| 32     | Натали Кафлин | Плавание (женщины, 100 м вольным стилем)              |
| 33     | Натали Кафлин | Плавание (женщины, 200 м комплексным плаванием)       |
| 34     | Маргарет Хольцер | Плавание (женщины, 100 м на спине)                    |
| 35     | Джейсон Лезак | Плавание (мужчины, 100 м вольным стилем)              |
| 36     | Леви Лайфаймер | Велоспорт (мужчины, раздельная гонка)                 |

### Медали по видам спорта
| Спорт                       | Золото | Серебро | Бронза | Всего |    |
| --------------------------- | ------ | ------- | ------ | ----- | -- |
| Легкая атлетика             | 7      | 9       | 7      | 23    | 47 |
| Борьба                      | 1      | 0       | 0      | 0     | 18 |
| Бокс                        | 0      | 0       | 0      | 0     | 11 |
| Синхронное плавание         | 0      | 0       | 0      | 0     | 2  |
| Художественная гимнастика   | 0      | 0       | 0      | 0     | 2  |
| Плавание                    | 12     | 8       | 10     | 30    | 34 |
| Гребля на байдарках и каноэ | 0      | 0       | 0      | 0     | 16 |
| Теннис                      | 0      | 0       | 0      | 0     | 4  |
| Современное пятиборье       | 0      | 0       | 0      | 0     | 2  |
| Фехтование                  | 0      | 0       | 0      | 0     | 10 |
| Тяжелая атлетика            | 0      | 0       | 0      | 0     | 15 |
| Прыжки в воду               | 0      | 0       | 0      | 0     | 8  |
| Стрельба                    | 0      | 0       | 0      | 0     | 15 |
| Гандбол                     | 0      | 0       | 0      | 0     | 2  |
| Велоспорт                   | 0      | 0       | 0      | 0     | 18 |
| Спортивная гимнастика       | 0      | 0       | 0      | 0     | 14 |
| Баскетбол                   | 0      | 0       | 0      | 0     | 2  |
| Волейбол                    | 0      | 0       | 0      | 0     | 4  |
| Стрельба из лука            | 0      | 0       | 0      | 0     | 4  |

## Результаты соревнований

### Академическая гребля
В следующий раунд из каждого заезда проходили несколько лучших экипажей (в зависимости от дисциплины). В финал A выходили 6 сильнейших экипажей, остальные разыгрывали места в утешительных финалах B-F.
Мужчины
| Соревнование  | Спортсмены                         | Предварительный заезд | Предварительный заезд | Предварительный заезд | Отборочный заезд | Отборочный заезд | Отборочный заезд | Четвертьфинал | Четвертьфинал | Четвертьфинал | Полуфинал            | Полуфинал            | Полуфинал            | Финал   | Финал   | Итоговое место |
| Соревнование  | Спортсмены                         | Заезд                 | Время                 | Место                 | Заезд            | Время            | Место            | Заезд         | Время         | Место         | Заезд                | Время                | Место                | Время   | Место   | Итоговое место |
| ------------- | ---------------------------------- | --------------------- | --------------------- | --------------------- | ---------------- | ---------------- | ---------------- | ------------- | ------------- | ------------- | -------------------- | -------------------- | -------------------- | ------- | ------- | -------------- |
| одиночки      | Кеннет Юрковски                    | 5                     | 7:25,13               | 4 Q                   | Не проводится    | Не проводится    | Не проводится    | 4             | 6:53,26       | 3 Q           | Полуфинал A/B        | Полуфинал A/B        | Полуфинал A/B        | Финал B | Финал B | 11             |
| одиночки      | Кеннет Юрковски                    | 5                     | 7:25,13               | 4 Q                   | Не проводится    | Не проводится    | Не проводится    | 4             | 6:53,26       | 3 Q           | 2                    | 7:11,52              | 5                    | 7:22,75 | 5       | 11             |
| двойки        | Кэмерон Уинклвосс Тайлер Уинклвосс | 1                     | 7:13,64               | 5                     | 1                | 6:36,87          | 1 Q              | не проводится | не проводится | не проводится | 2                    | 6:36,65              | 2 QA                 | Финал A | Финал A | 6              |
| двойки        | Кэмерон Уинклвосс Тайлер Уинклвосс | 1                     | 7:13,64               | 5                     | 1                | 6:36,87          | 1 Q              | не проводится | не проводится | не проводится | 2                    | 6:36,65              | 2 QA                 | 7:05,58 | 6       | 6              |
| двойки парные | Уэс Пьермарини Эллиот Хови         | 1                     | 6:39,37               | 5                     | 1                | 6:26,05          | 4 QC             | не проводится | не проводится | не проводится | не квалифицировались | не квалифицировались | не квалифицировались | Финал C | Финал C | 13             |
| двойки парные | Уэс Пьермарини Эллиот Хови         | 1                     | 6:39,37               | 5                     | 1                | 6:26,05          | 4 QC             | не проводится | не проводится | не проводится | не квалифицировались | не квалифицировались | не квалифицировались | 6:33,15 | 1       | 13             |

### Лёгкая атлетика
Мужчины
| Дисциплина | Спортсмен            | Предварительный раунд | Предварительный раунд | Четвертьфиналы | Четвертьфиналы | Полуфиналы | Полуфиналы | Финал     | Финал |
| Дисциплина | Спортсмен            | Результат             | Место                 | Результат      | Место          | Результат  | Место      | Результат | Место |
| ---------- | -------------------- | --------------------- | --------------------- | -------------- | -------------- | ---------- | ---------- | --------- | ----- |
| 10 000 м   | Абдихакем Абдирахман |                       |                       |                |                |            |            | 27:52,53  | 15    |